# Velhartice (hrad)
Velhartice jsou hrad ve stejnojmenné obci v okrese Klatovy. Stojí na skalnaté ostrožně nad levým břehem řeky Ostružná v nadmořské výšce 640 metrů. Byl založen na konci třináctého století pány z Velhartic. Dominantu hradu tvoří zřícenina paláce zvaného Rajský dům a věž Putna, mezi kterými vede unikátní kamenný most.
Veřejnosti přístupný hrad je ve vlastnictví státu a jeho správu zajišťuje Národní památkový ústav. Od roku 1964 je chráněn jako kulturní památka a v roce 2001 byl prohlášen národní kulturní památkou.

## Historie
Na základě dendrologických údajů se podařilo zjistit, že hrad byl založen na přelomu osmdesátých a devadesátých let třináctého století. První písemná zmínka o něm pochází z roku 1318 a uvádí prvního majitele, kterým byl Bušek I. z Velhartic. Po něm hrad zdědil stejnojmenný syn Bušek II. a po jeho smrti okolo roku 1371 se velhartickým pánem stal Buškův syn Jan z Velhartic. Za něj se hradu z neznámého důvodu zmocnil Hertvík z Degenberka. Unesl také Janovu mladší dceru Annu do Bavorska a doufal, že mu za ni Jan z Velhartic přenechá velhartické panství. Na Janovu stranu se postavil Oldřich z Rožmberka a zahájil s Hertvíkem ozbrojený konflikt, který skončil smírem až v roce 1387.

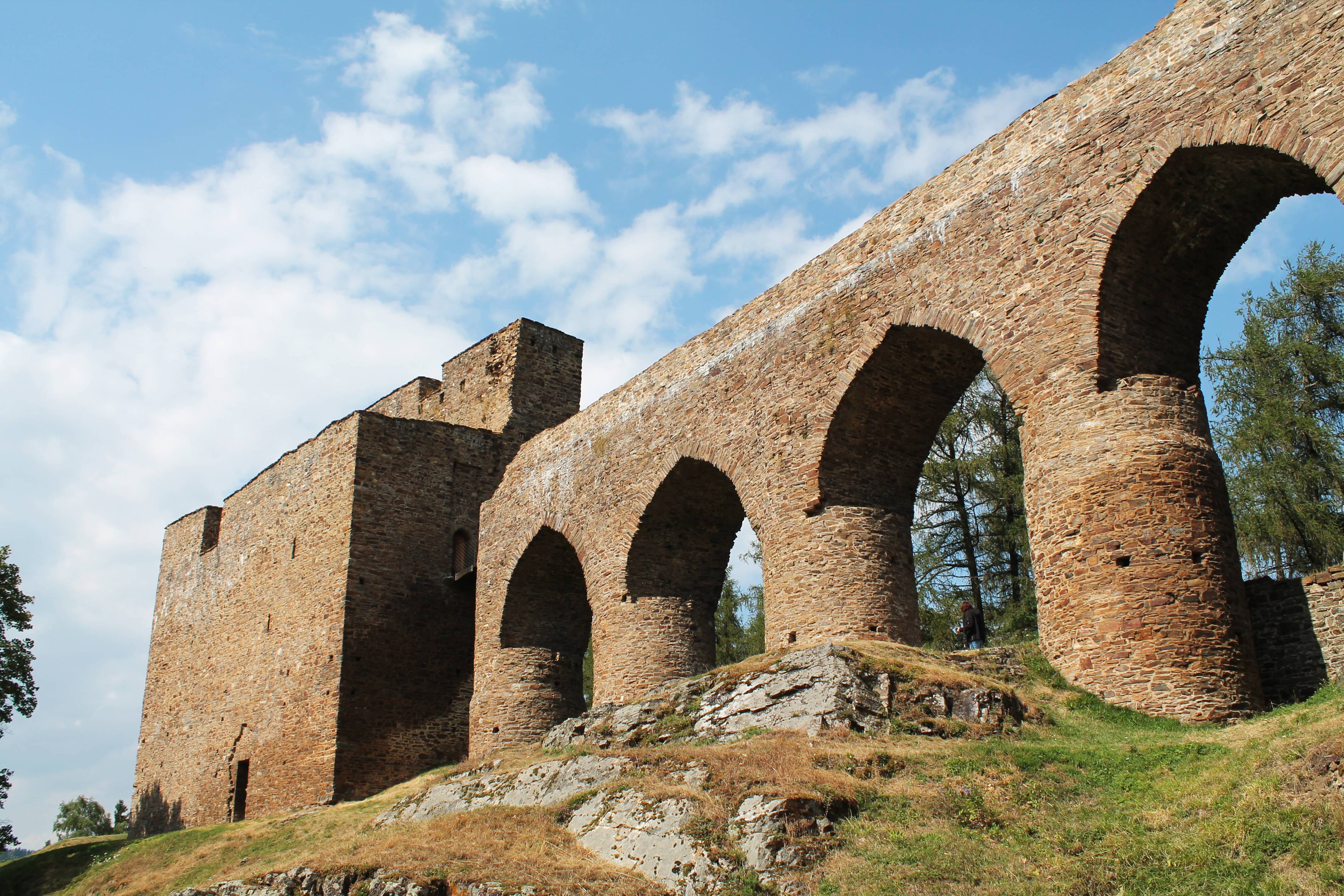
Věž Putna a kamenný most, který ji spojuje s Rajským domem

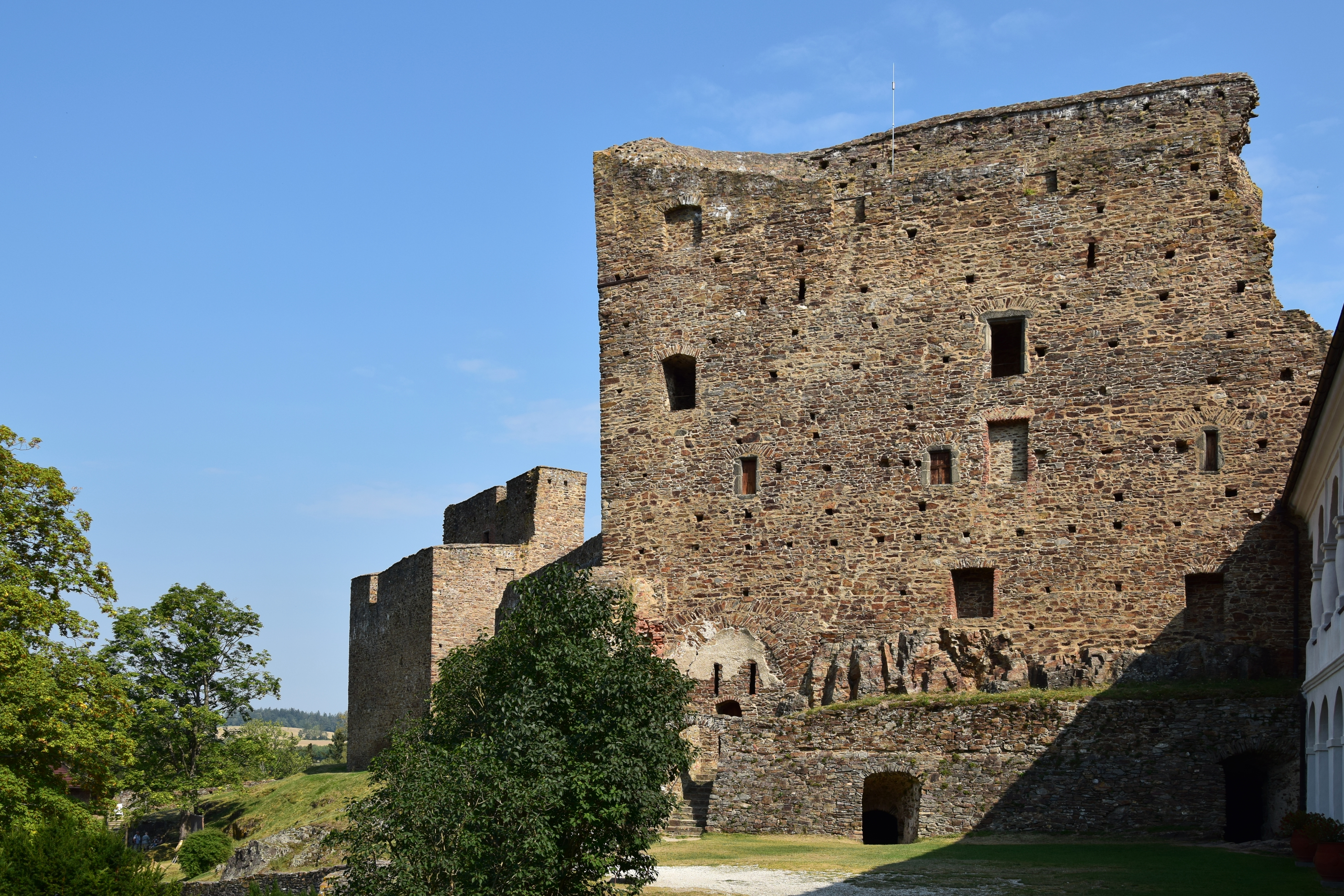
Nádvorní stěna Rajského domu

Po Janově smrti se panství ujal Oldřich z Rožmberka. Ve své závěti ho odkázal Kateřině a Anně, dcerám Jana z Velhartic († 1390) a Žofie z Dobrušky a z Opočna († před roce 1428).
Polovinu Velhartic obdržel sňatkem s Annou z Velhartic Menhart z Hradce, syn Heřmana z Hradce, zemřel však dva roky po svatbě ((snad † 1393). Ovdovělá Anna  se podruhé provdala za Václava z Vartenberka a svůj podíl hradu, městečka a patronátního práva a platu v Tedražicích v roce 1395 směnila s Jindřichem III. z Rožmberka za polovinu čečovického a petrovického zboží.
Druhou polovinu velhartického zboží získal sňatkem s Kateřinou z Velhartic Jan starší z Hradce, syn Oldřicha IV. z Hradce, který jí roku 1391 na Velharticích zapsal věno 2 500 kop grošů. V roce 1395 odkoupil od Jindřicha z Rožmberka díl hradu, který patřil původně Anně, a stal se jediným majitelem Velhartic.
Janův syn Menhart II. z Hradce byl faktickým držitelem Velhartic už v roce 1418 a psal se seděním na Velharticích. V roce 1429 koupil od své matky Kateřiny z Velhartic všechna práva k velhartickému panství a přikoupil další vsi, z kterých vytvořil ucelené dominium, jež sestávalo z městečka Velhartic, stejnojmenného hradu a okolních vsí: Konína, Dobřemilic, Zahrádky, Jarkovic, Svinné, Hlavňovic, Petrovic, Vojetic, Trsic, Světlé, Smrčné, Bošova, Hartmanic, Těšova, Částkova, Zviekova, Konratic, Zamyšle, Sobíkova (zaniklá ves), Předvojovic, Brodu, Vlkonic, Kašovic, Břetětic a Stojanovic.
Menhart patřil k oponentům Jiřího z Poděbrad, který byl v roce 1448 zvolen zemským správcem. Nechal na Velhartice tajně převézt české korunovační klenoty z Karlštejna, kde je měl ve správě z titulu karlštejnského purkrabí, aby se jich Jiří nemohl zmocnit. Když Jiří dobyl Prahu a Menharta internoval na Poděbradech, Menhartův syn Oldřich proti tomu ostře protestoval, avšak Jiřího nabídku Menhartova propuštění výměnou za vydání korunovačních klenotů odmítal. (Menhart byl sice nakonec propuštěn, ale cestou na Karlštejn zemřel.) Klenoty zůstaly na hradě několik let, než se vrátily na Karlštejn po usmíření Jiřího a Oldřicha, který si podržel karlštejnské purkrabství.
Za pánů z Hradce hrad spravovali purkrabí z řad nižší šlechty. Byli jimi Čeněk ze Suchdola (1425–1426), Jan starší z Běšin (1427), Petr Štrouch z Chlumku (1430–1433), Jan Starší z Běšin (1435–1444), Olkmar z Neznašova (1445–1452), Oldřich z Košumberka (1453), Petřík z Mlazov (1457) a Vilém z Košumberka (1458).
V roce 1453 zemřel Oldřich z Hradce bez potomků. Nad svým dědictvím stanovil správce. Tím byl nejvyšší purkrabí Zdeněk Konopištský ze Šternberka, který měl vyplatit dluhy po Oldřichovi a potom Velhartice odevzdat jeho příbuzným. Nakonec však prodal velhartické panství Děpoltovi z Rýzmberka. Jeho synové Vilém a Půta je poté drželi až do počátku šestnáctého století.
Již v roce 1506 bylo panství v držení Zdeňka Lva z Rožmitálu, který na králi vymohl pro Velhartice udělení dvou osmidenních výročních trhů na den po svaté Máří Magdaléně a ve čtvrtek po Všech svatých. Svým nákladným způsobem života se velmi zadlužil a dluhy nedokázal splatit ani jeho dědic Adam Lev z Rožmitálu. V roce 1540 nebo 1541 proto Velhartice prodal Adamovi I. ze Šternberka za 13 500 kop českých grošů. Ani později panství neprosperovalo. Bylo proto roku 1589 rozděleno, a část s hradem připadla Jindřichovi Plánskému ze Žeberka. Jeho vnuk Jan Viktorin ji roku 1597 prodal Volfovi Perglarovi z Perglasu.
Před třicetiletou válkou hrad patřil Volfovu synovi Václavu Otakarovi z Perglasu, který se na straně českých stavů zúčastnil stavovského povstání a po bitvě na Bílé hoře přišel o všechen majetek. Velhartice roku 1622 získal generál Baltasar Marradas a o šest let později je za 55 tisíc rýnských zlatých koupil plukovník Martin de Hoeff-Huerta, který nechal v hradním jádře vybudovat pozdně renesanční palác. Zemřel bez vlastních dětí, ale adoptoval Annu Marii z Voldavy, které odkázal veškerý majetek. Provdala se nejprve za purkrabího z Donína a podruhé za svobodného pána z Farnsbachu. Panství se za ní opět velmi zadlužilo, a rozhodnutím místokomorníka Adama Pecelia z Adlersheimu připadlo roku 1653 malostranskému karmelitánskému klášteru. Od nich ještě téhož roku Velhartice koupila Johanka Františka Račínová z Račína. Poté se majitelé, ke kterým mimo jiné patřili Kolovratové, Bechyňové z Lažan nebo Perglárové z Perglasu, často střídali, a hrad chátral.
V roce 1848 Karel Sturmfelder z Oppenweileru na hradě zahájil opravy v duchu romantismu. Další úpravy Huertova křídla proběhly až okolo roku 1930, kdy hrad vlastnili Hennebeg-Spiegelové. Po druhé světové válce byl hrad zestátněn a využíván jako rekreační středisko.
| Rok  | Počet návštěvníků |
| ---- | ----------------- |
| 2015 | 48 125            |
| 2016 | 46 093            |
| 2017 | 46 881            |
| 2018 | 46 517            |

V roce 1983 nastoupil na místo kastelána hradu Petr Mejstřík, bratr Martina Mejstříka. Hrad byl v té době v havarijním stavu a zarůstal vegetací. O hrad pečoval do roku 2019, kdy v té době jako nejdéle sloužící kastelán v Česku předal hrad svému synovi Matějovi, který zvítězil ve výběrovém řízení. Během této doby byl hrad opraven a výrazně vzrostla jeho návštěvnost veřejností.

## Stavební podoba
Dochovaná podoba hradu je trojdílná. Tvoří ho hradní jádro s gotickým Rajským domem a renesančním křídlem Martina de Hoeff-Huerty. Před ním se nachází vstupní předhradí s věží Putnou a na západní straně pod hradním jádrem vzniklo hospodářské předhradí s pivovarem.

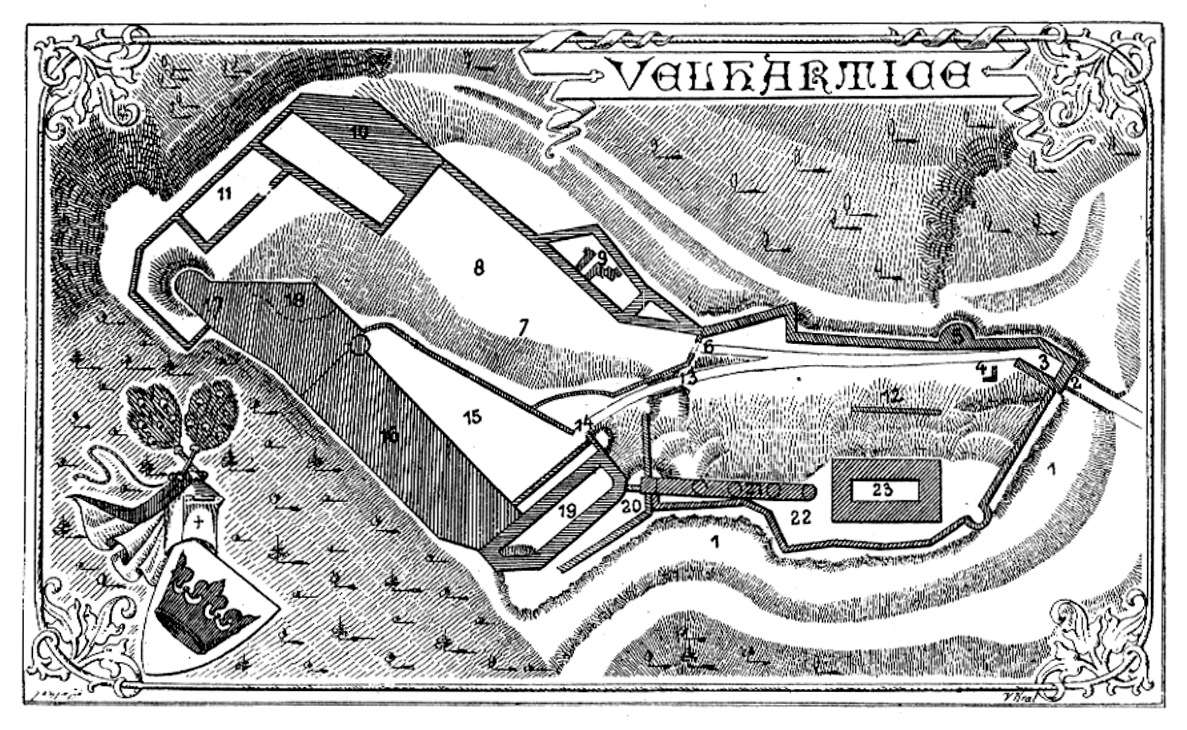
Půdorys hradu od Vojtěcha Krále z Dobré Vody publikovaný roku 1897

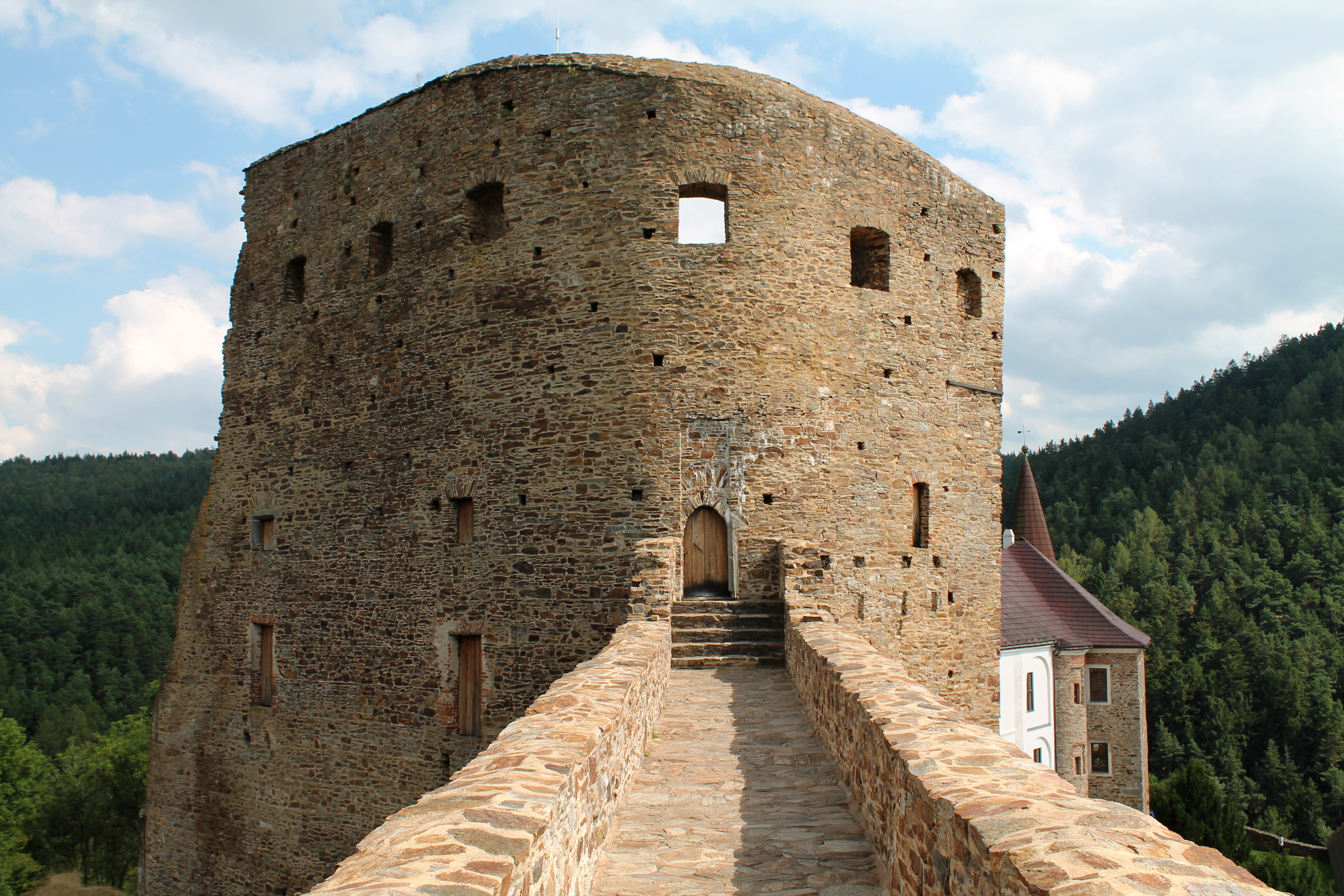
Pohled přes most od Putny k Rajskému domu

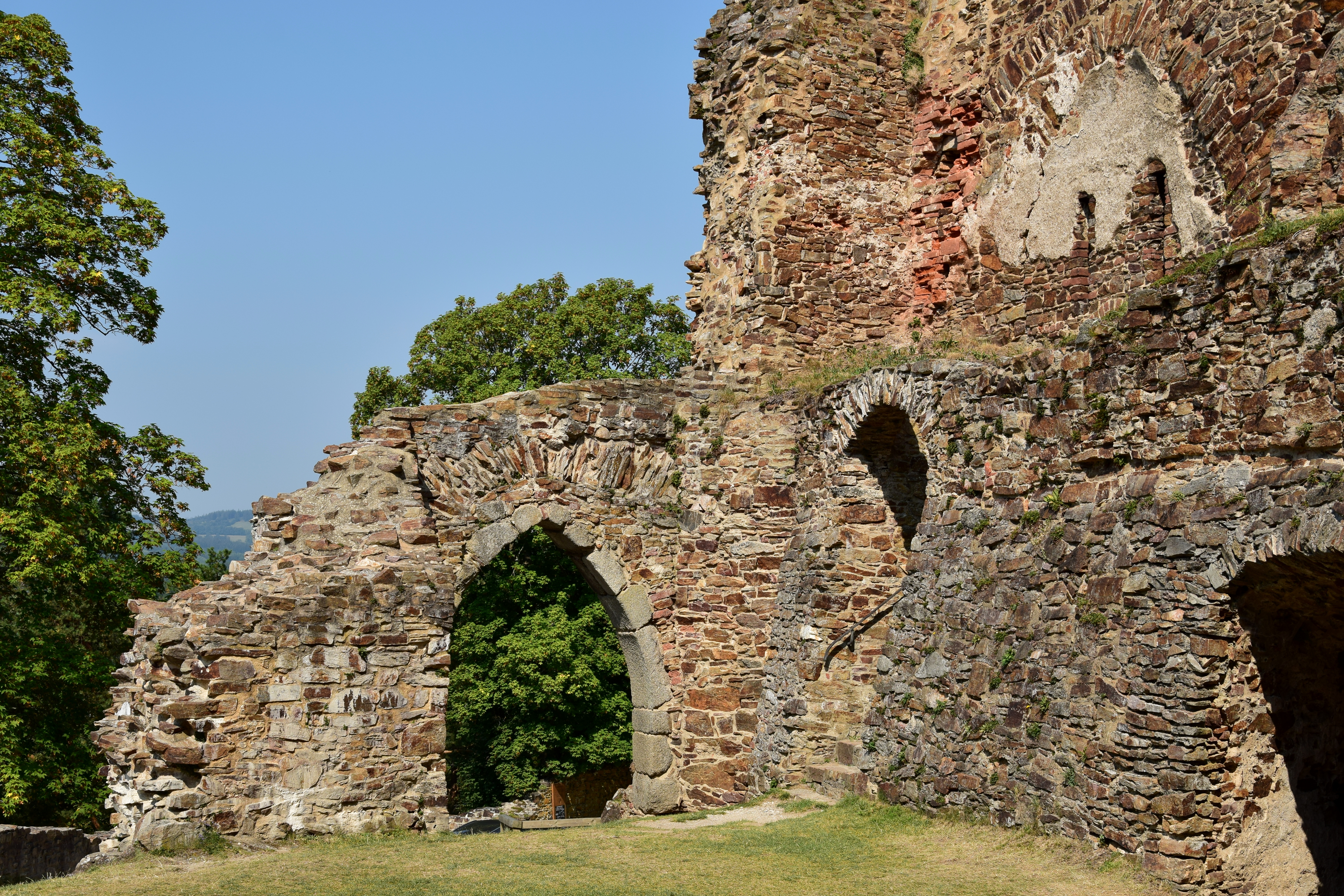
Mladší brána do hradního jádra

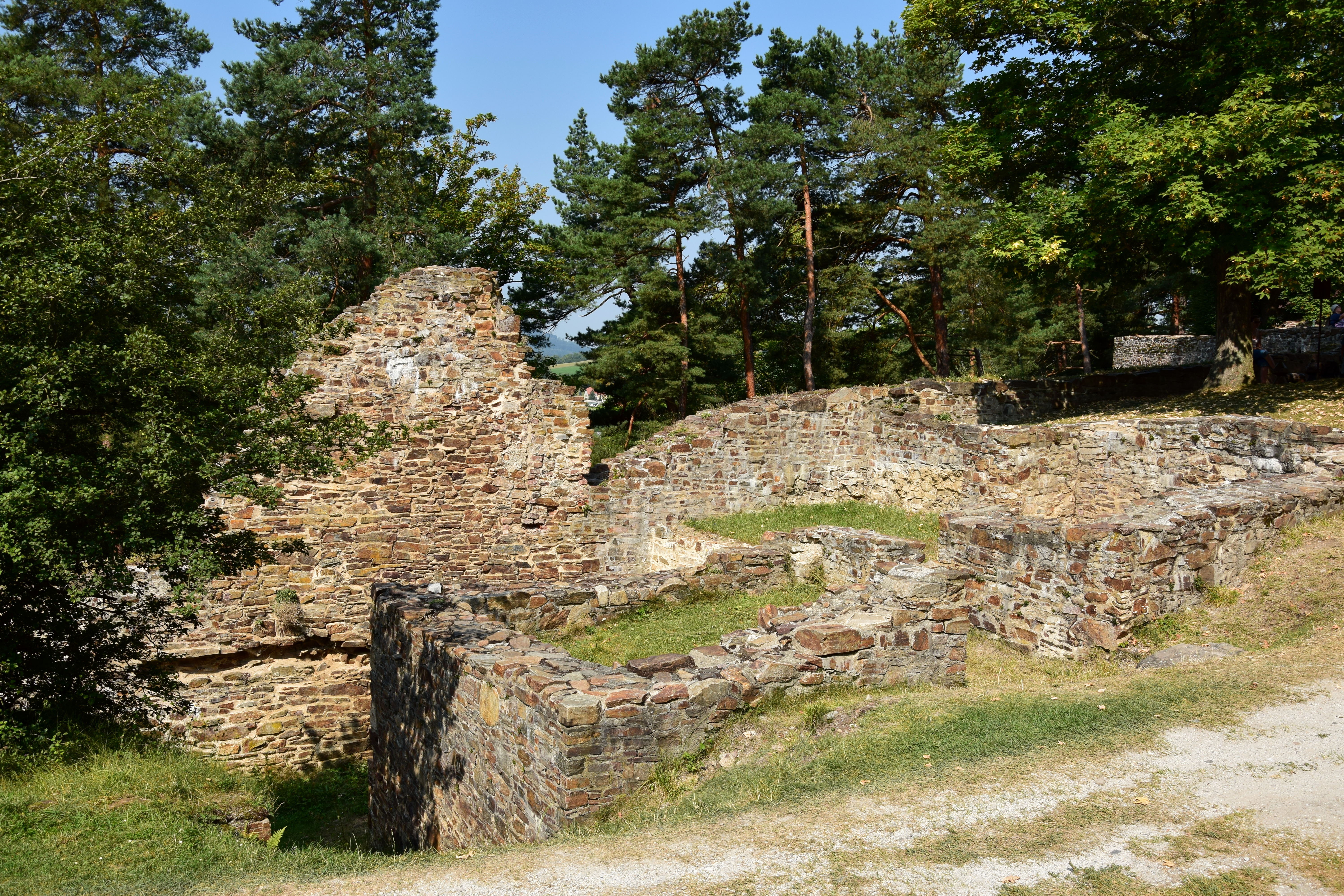
Torzo hospodářské budovy označené Vojtěchem Králem jako vinopalna

První stavební fáze hradu svou podobou typologicky odpovídala hradům s plášťovou zdí. Tvořila ji obvodová hradba zakončená cimbuřím, která se dochovala v obvodových zdech pozdějších budov hradního jádra. Vnitřní zástavba lehčí konstrukce se přikládala k hradbě zejména podél její východní části. Ve východní části hradu stál palác s nepravidelným půdorysem a zakončený okrouhlou věží. Do hradu se vstupovalo v severovýchodním nároží. Je možné, že již tehdy jádro ze tří stran chránila ještě parkánová hradba.
Ve třicátých letech čtrnáctého století byl v místech Rajského domu postaven pilíř s dřevěnou nástavbou. Výraznější přestavby se hrad dočkal po roce 1350. Tehdy byl postaven palác zvaný Rajský dům. Jeho zdivo se přímo napojuje na starší obvodovou hradbu. Hrad tak získal podobu tehdy módní dvoupalácové dispozice. Podle dendrologických dat byla pravděpodobně současně s Rajským domem postavena čtverhranná věž Putna a mezi nimi zděný most se čtyřmi oblouky. Je pravděpodobné, že i takto vzniklé předhradí bylo nějak opevněno. Došlo také k přeložení vstupu do hradního jádra, který byl přemístěn na dochované místo u paty Rajského domu.
V průběhu patnáctého století byl hrad výrazně rozšířen o opevnění, které reagovalo na vývoj palných zbraní během husitských válek. Nové předhradí zpřístupnila čtverhranná branská věž, od které se na obě strany táhne nepravidelně vedená hradba zesílená jednou dvojbokou a dvěma polookrouhlými baštami. Obranu hradby a bašt umožňoval ochoz s krytou střeleckou chodbou. Významnou roli v obraně měla také věž Putna, která je ve směru možného ostřelování natočena zesílenou zdí bez otvorů, a svou hmotou tak chrání ostatní budovy. Spojovací most za ní byl vybaven chodbou přístupnou pomocí padacích můstků. Nové hradby a bašty patří ke starším variantám dělostřeleckých opevnění budovaných v době, kdy pevnostní stavitelé teprve hledali jejich účinnou podobu. Právě malé rozměry velhartických bašt snižují jejich účinnost při případné obraně hradu. Použití spojovacího mostu mezi palácem a věží je unikátní v celoevropském kontextu.
Během pozdně gotických přestaveb byl zvýšen Rajský dům a k úpravám došlo i ve druhém paláci, který byl rozšířen o čtverhrannou stavbu. Ve druhé polovině patnáctého století v jihozápadním nároží vyrostla budova pivovaru, i když podle Karla Třísky byl jeho stavitelem až Martin de Hoeff-Huerta. Za něj obytné možnosti hradu rozšířilo pozdně renesanční jednopatrové křídlo vložené mezi oba starší paláce. Komunikaci mezi jednotlivými místnostmi v něm umožňují arkády. Přízemní arkádová chodba je sklenutá poli křížové klenby. Hospodářské budovy, ke kterým kromě pivovaru patřily sýpka a vinopalna, se dochovaly pouze v podobě základů obvodových zdí. Z provozních zařízení se ve svahu pod pivovarem částečně dochoval vodovod, který umožňoval čerpání vody z říčky Ostružné.

## Ve filmu
Na hradě se natáčely následující filmy a pohádky:
- Čertoviny (2017, režie Zdeněk Troška)
- Princezna a písař (2014, režie Karel Janák)